# Lotar (Pečuška mikroregija, Mađarska)
Lotar (mađ. Lothárd) je selo u južnoj Mađarskoj.
Zauzima površinu od 10,46 km četvornih.

## Zemljopisni položaj
Nalazi se na 45° 59' 56" sjeverne zemljopisne širine i 18° 21' 9" istočne zemljopisne dužine. 
Egrag je 3 km jugoistočno, Birjan je 1 km istočno, Semelj je 1 km zapadno, Šaroš 2,5 km sjeverno, Ašađ je 3,5 km sjeveroistočno, Renda je 2,5 km jugozapadno, Peterda je 1,5 km južno.

## Upravna organizacija
Upravno pripada Pečuškoj mikroregiji u Baranjskoj županiji. Poštanski broj je 7761.

## Povijest
Kroz povijest se spominje u izvorima i kao Lotharth, Lothard i kao Lucharch.

## Stanovništvo
Lotar ima 269 stanovnika (2001.).
Mjesni Hrvati pripadaju skupini seoskih Šokaca (falusi sokacok).

## Vanjske poveznice
- (engl.) Lotar na fallingrain.com